# Oh No!
„Oh No!” este un cântec al artistei galeze Marina and the Diamonds din albumul ei de studio de debut, The Family Jewels (2010). Acesta a fost lansat ca al patrulea single de pe album, pe data de 2 august 2010

## Videoclipul

Diamandis în videoclipul pentru "Oh No"

Videoclipul pentru "Oh No!" a fost regizat de Kinga Burza și filmat la data de 10 iunie 2010. Și a fost lansat la data de 28 iunie 2010. Diamandis a declarat că videoclipul a fost influențat de desenele animate din 1990 și vechiul "zany neon" grafica MTV. Burza a declarat că conceptul de video provine din versurile "Oh No!" care se referă la a  fii obsedat de consumerism, succes, bani si faima. Videoclipul are o secvență de dans cu patru dansatori, care a fost coregrafia lui David Leighton. El a descris rutina ca quirky "si foarte bubblegum pop". Stilistul pentru video a fost Celestin Cooney care a ales să dispună de tinutele de Christopher Kane, Henry Holland și Ashish Soni.

## Lista pieselor
- UK CD single[6]

1. "Oh No!" – 3:02
2. "Starstrukk" – 4:44

- UK iTunes EP[7]

1. "Oh No!" – 3:02
2. "Oh No!" (Active Child Remix) – 3:53
3. "Oh No!" (Grum Remix) – 4:22
4. "Oh No!" (Steve Pitron and Max Sanna Remix) – 7:28
5. "Oh No!" (Jaymo & Andy George's Moda Mix) – 4:02

- UK 7" single[8]

A. "Oh No!" – 3:02
B. "Oh No!" (Active Child Remix)

## Clasamente
| Clasament (2010)          | Poziție maximă |
| ------------------------- | -------------- |
| Regatul Unit (UK Singles) | 38             |